# Existentiell hälsa
Kartläggningen av vetenskaplig och svensk litteratur visar att existentiell hälsa saknar en entydig definition, men att centrala existentiella perspektiv kopplat till hälsa i dagens Sverige är att uppleva mening i livet, vara i relation till sig själv, andra och naturen, känna sammanhang och trygghet, och att uppfatta sig vara en del av någonting större.
Filosofen Torbjörn Tännsjö är kritisk angående existentiell hälsa och talar om äppelkindad barnatro och flum. Han anger att Folkhälsomyndighetens (FHM) rapport var: ”Värsta utfallet jag kunde tänka mig”.